# (73783) 1994 UK6
(73783) 1994 UK6 – planetoida z pasa głównego asteroid okrążająca Słońce w ciągu 3,87 lat w średniej odległości 2,46 j.a. Odkryta 28 października 1994 roku.